# Wolbach (Nebraska)
Wolbach je selo u američkoj saveznoj državi Nebraska. Prema popisu stanovništva iz 2010. u njemu je živjelo 283 stanovnika.